# میک گودرا
میک گودرا (آلمانی: Mick Gudra؛ زادهٔ ۱ ژانویهٔ ۲۰۰۱) بازیکن فوتبال اهل آلمان است.
وی همچنین در تیم‌های ملی فوتبال جوانان آلمان، جوانان آلمان، و جوانان آلمان بازی کرده‌است.